# Нова Обра (Кротошинський повіт)
Нова Обра (пол. Nowa Obra, нім. Neu Obra) — село в Польщі, у гміні Козьмін-Велькопольський Кротошинського повіту Великопольського воєводства.
Населення — 359 осіб (2011).
У 1975-1998 роках село належало до Каліського воєводства.

## Демографія
Демографічна структура станом на 31 березня 2011 року:
|          | Загалом | Допрацездатний вік | Працездатний вік | Постпрацездатний вік |
| -------- | ------- | ------------------ | ---------------- | -------------------- |
| Чоловіки | 182     | 40                 | 119              | 23                   |
| Жінки    | 177     | 35                 | 109              | 33                   |
| Разом    | 359     | 75                 | 228              | 56                   |